# Konstancie Kastilská (1354–1394)
Konstancie Kastilská (španělsky Constanza de Castilla, červen 1354 Castrojeriz, provincie Burgos – 24. března 1394 hrad Leicester) byla vévodkyně z Lancasteru a nositelka Podvazkového řádu.

## Biografie

### Původ, mládí
Narodila se jako prostřední ze tří dcer/čtyř potomků kastilského krále Pedra Krutého a jeho milenky Marie z Padilly; nejstarší sestra a mladší bratr však zemřeli ještě za života jejich otce. Pedro Kastilský prohlásil své dvě přeživší dcery počaté ve vztahu s Marií za legitimní a jejich matku i přes existenci dalších dvou manželství za svou jedinou zákonitou choť, s níž se měl oženit tajně ještě před vynuceným sňatkem s Blankou Bourbonskou. Protože Konstanciina starší sestra Beatrix se zaslíbila církvi a zemřela těsně před otcovou smrtí, měla Konstancie po otcově zavraždění roku 1369 nárok na kastilský trůn, ten však získal králův nevlastní bratr, levoboček Alfonse XI. Kastilského a Pedrův vrah Jindřich z Trastámary.
Když roku 1369 usedl po smrti Konstanciina otce na kastilský trůn jeho nevlastní bratr Jindřich, zůstala Konstancie dva roky obklíčena v pevnosti Carmona, dokud nebyl dojednán její odchod na území anglického krále.

### Nároky na kastilský trůn
21. září roku 1371 se v Roquefort (dep. Landes v Guyenne) ve věku sedmnácti let provdala za ovdovělého Jana z Gentu, vévodu z Lancasteru, třetího syna anglického krále Eduarda III. Z manželství vzešly dvě děti, starší dcera a mladší syn, jenž však zemřel ještě jako batole.
Konstancie a její mladší sestra Isabela, jež se roku 1372 provdala za čtvrtého syna anglického krále Edmunda z Langley, vévodu z Yorku, byly považovány za legitimní dědičky Pedra I. a anglický král jejich sňatky se svými syny získal východisko ke vznesení nároku na připadnutí kastilského království do rukou anglické monarchie.
30. ledna roku 1372 byl Jan z Gentu a jeho manželka Konstancie prohlášeni králem Eduardem III. za kastilského krále a královnu, jejich ambice však nedošly naplnění. V roce 1385 po bitvě u Aljubarroty, v níž kastilský král Jan I. utrpěl porážku od portugalského krále Jana I., hodlal Jan z Gentu nároky na kastilský trůn realizovat prostřednictvím vojenského tažení, jež rozšířilo spektrum víru stoleté války mezi Francií a Anglií. 9. května roku 1386 Portugalsko a Anglie uzavřely alianci smlouvou z Windsoru a 25. července téhož roku se v La Coruña vylodili Jan z Gentu, jeho manželka Kateřina Kastilská a jejich dcera Kateřina. Postupovali z jihu Galicie a svůj dvůr usadili v Orense, aby zde strávili zimu. Společně s portugalským králem vpadli do Leónu, ale nemohouce porazit kastilské obrátili se na jih překročivše řeku Duero mezi Zamorou a Torem. Po těchto skrovných výsledcích anglo-portugalského tažení a po ztrátě podpory v Galicii uzavřeli Jan z Gentu a Jan I. Kastilský za zády portugalského krále dohodu, jež byla základem smlouvy z Bayonne, uzavřené v Bayonne 8. července roku 1388, kterou se Jan z Gentu a jeho manželka Kateřina vzdávají svých následnických práv ke kastilskému trůnu ve prospěch manželství jejich dcery Kateřiny s prvorozeným synem Jana I. Kastilského Jindřichem, budoucím Jindřichem III. Kastilským, jemuž byl udělen titul kníže z Asturie. Manželstvím, jež bylo uzavřeno již v březnu toho roku, byly spojeny dvě nástupnické větve Alfonse XI. a do budoucna eliminovány jejich střety stran nároků na kastilský trůn. Kromě toho Konstancie a Jan z Gentu získali značné odškodnění za zřeknutí se svých nároků v podobě královských měst a vesnic v Guadalajaře, Olmedu, Medině del Campo a Huete se všemi jejich důchody, rentami a právy, jenž jim byly uděleny po dobu života doni Konstancie.

### Smrt a odkaz
Konstancie zemřela na hradě v Leicesteru v březnu roku 1394 a byla pohřbena v místním kostele Zvěstování Panny Marie Jan z Gentu se po dvou letech vdovství oženil s rovněž ovdovělou Kateřinu Swynfordovou, jež byla podle všeho jeho milenkou již za jeho manželství s Konstancií, o čemž svědčí data narození četného Janova potomstva. O jejich vztahu se veřejně vědělo, vévoda svou milenku vydržoval.

## Vývod z předků
|                      |                               |  |                         |                                                    |  |  |  |  |  |  |  | Sancho IV. Kastilský |
|                      |                               |  |                         |                                                    |  |  |  |  |  |  |  |                      |
|                      | Ferdinand IV. Kastilský       |  |                         |                                                    |  |  |  |  |  |  |  |                      |
|                      |                               |  |                         |                                                    |  |  |  |  |  |  |  |                      |
|                      |                               |  |                         | Marie z Moliny                                     |  |  |  |  |  |  |  |                      |
|                      |                               |  |                         |                                                    |  |  |  |  |  |  |  |                      |
|                      | Alfons XI. Kastilský          |  |                         |                                                    |  |  |  |  |  |  |  |                      |
|                      |                               |  |                         |                                                    |  |  |  |  |  |  |  |                      |
|                      |                               |  |                         | Dinis I. Portugalský                               |  |  |  |  |  |  |  |                      |
|                      |                               |  |                         |                                                    |  |  |  |  |  |  |  |                      |
|                      | Konstancie Portugalská        |  |                         |                                                    |  |  |  |  |  |  |  |                      |
|                      |                               |  |                         |                                                    |  |  |  |  |  |  |  |                      |
|                      |                               |  |                         | Alžběta Portugalská                                |  |  |  |  |  |  |  |                      |
|                      |                               |  |                         |                                                    |  |  |  |  |  |  |  |                      |
|                      | Petr I. Kastilský             |  |                         |                                                    |  |  |  |  |  |  |  |                      |
|                      |                               |  |                         |                                                    |  |  |  |  |  |  |  |                      |
|                      |                               |  |                         | Dinis I. Portugalský                               |  |  |  |  |  |  |  |                      |
|                      |                               |  |                         |                                                    |  |  |  |  |  |  |  |                      |
|                      | Alfons IV. Portugalský        |  |                         |                                                    |  |  |  |  |  |  |  |                      |
|                      |                               |  |                         |                                                    |  |  |  |  |  |  |  |                      |
|                      |                               |  |                         | Alžběta Portugalská                                |  |  |  |  |  |  |  |                      |
|                      |                               |  |                         |                                                    |  |  |  |  |  |  |  |                      |
|                      | Marie Portugalská             |  |                         |                                                    |  |  |  |  |  |  |  |                      |
|                      |                               |  |                         |                                                    |  |  |  |  |  |  |  |                      |
|                      |                               |  |                         | Sancho IV. Kastilský                               |  |  |  |  |  |  |  |                      |
|                      |                               |  |                         |                                                    |  |  |  |  |  |  |  |                      |
|                      | Beatrix Kastilská             |  |                         |                                                    |  |  |  |  |  |  |  |                      |
|                      |                               |  |                         |                                                    |  |  |  |  |  |  |  |                      |
|                      |                               |  |                         | Marie z Moliny                                     |  |  |  |  |  |  |  |                      |
|                      |                               |  |                         |                                                    |  |  |  |  |  |  |  |                      |
| Konstancie Kastilská |                               |  |                         |                                                    |  |  |  |  |  |  |  |                      |
|                      |                               |  |                         |                                                    |  |  |  |  |  |  |  |                      |
|                      |                               |  | Lope Garciez de Padilla |                                                    |  |  |  |  |  |  |  |                      |
|                      |                               |  |                         |                                                    |  |  |  |  |  |  |  |                      |
|                      | García de Padilla             |  |                         |                                                    |  |  |  |  |  |  |  |                      |
|                      |                               |  |                         |                                                    |  |  |  |  |  |  |  |                      |
|                      |                               |  |                         |                                                    |  |  |  |  |  |  |  |                      |
|                      |                               |  |                         |                                                    |  |  |  |  |  |  |  |                      |
|                      | Juan García de Padilla        |  |                         |                                                    |  |  |  |  |  |  |  |                      |
|                      |                               |  |                         |                                                    |  |  |  |  |  |  |  |                      |
|                      |                               |  |                         | Petr I. Kastilský                                  |  |  |  |  |  |  |  |                      |
|                      |                               |  |                         |                                                    |  |  |  |  |  |  |  |                      |
|                      | Leonor de Vera                |  |                         |                                                    |  |  |  |  |  |  |  |                      |
|                      |                               |  |                         |                                                    |  |  |  |  |  |  |  |                      |
|                      |                               |  |                         | Marie z Padilly                                    |  |  |  |  |  |  |  |                      |
|                      |                               |  |                         |                                                    |  |  |  |  |  |  |  |                      |
|                      | Marie z Padilly               |  |                         |                                                    |  |  |  |  |  |  |  |                      |
|                      |                               |  |                         |                                                    |  |  |  |  |  |  |  |                      |
|                      |                               |  |                         | Gonzalo Pérez de Henestrosa, 6.Señor de Henestrosa |  |  |  |  |  |  |  |                      |
|                      |                               |  |                         |                                                    |  |  |  |  |  |  |  |                      |
|                      | Fernán Gonzalez de Henestrosa |  |                         |                                                    |  |  |  |  |  |  |  |                      |
|                      |                               |  |                         |                                                    |  |  |  |  |  |  |  |                      |
|                      |                               |  |                         | Teresa de Ceballos                                 |  |  |  |  |  |  |  |                      |
|                      |                               |  |                         |                                                    |  |  |  |  |  |  |  |                      |
|                      | María Fernández de Henestrosa |  |                         |                                                    |  |  |  |  |  |  |  |                      |
|                      |                               |  |                         |                                                    |  |  |  |  |  |  |  |                      |
|                      |                               |  |                         | Arias Dias de Asturias, Señor de Valderabano       |  |  |  |  |  |  |  |                      |
|                      |                               |  |                         |                                                    |  |  |  |  |  |  |  |                      |
|                      | Aldonza Ramírez de Silva      |  |                         |                                                    |  |  |  |  |  |  |  |                      |
|                      |                               |  |                         |                                                    |  |  |  |  |  |  |  |                      |
|                      |                               |  |                         | Aldonza Ramirez, Señora de Alcañices               |  |  |  |  |  |  |  |                      |
|                      |                               |  |                         |                                                    |  |  |  |  |  |  |  |                      |